# 총채벌레아목

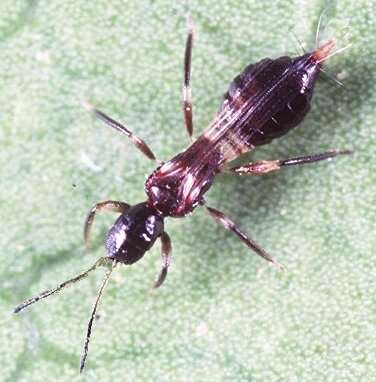

총채벌레아목(Terebrantia)은 총채벌레목의 아목이다.
총채벌레목은 산란관에 의해 구별되는 2개의 아목으로 분류되는 5,500종을 포함한다. 총채벌레아목은 잘 발달된 원추형 산란관을 가지고 있지만 관종채벌레아목(Tubulifera)은 그렇지 않다. 여기에는 13개의 과가 포함되어 있으며 그 중 5개는 화석에서만 알려져 있다. 총채벌레아목에 속한 벌레들은 주로 식물을 먹는다.